# Svettis
Svettis, tidigare med det officiella namnet "Gymnastiska institutionens byggnad", var en motionsanläggning för Uppsala universitets studenter och anställda, belägen vid Svandammen i Uppsala. År 2009 flyttade Studenthälsans aktiviteter till det nybyggda Campus1477 vid Blåsenhus.

## Historia
Under slutet av 1800-talet hade Uppsalas universitets studenter ännu ingen ändamålsenlig byggnad för gymnastik och motion. År 1874 grundades Uppsala Studenters Gymnastiska Förening med Frithiof Holmgren som förste ordförande, som starkt drev på frågan om motionsplatser och lokaler för Uppsalas studenter. Först under början på 1900-talet fick föreningen fick gehör för sina önskemål. 1909 invigdes Studenternas IP och den 3 mars följande år invigdes "Gymnastiska institutionens byggnad", senare känt som Svettis. Byggnaden uppfördes i jugendstil och ritades av Ture Stenberg. Svettis var från början öppet för allmänheten och inte enbart Uppsalas studenter och anställda. Byggnaden kombinerades med en simhall som blev Uppsalas första, och även den enda fram till 1930-talet. För att sköta idrottsplatsen grundades Uppsala Studenters Idrottsförening som en underförening till Uppsala studentkår.
På 1930-talet uppfördes ett Studenternas tennispaviljong som ett annex till Svettis. Annexet var en av de första byggnaderna i Uppsala i funkisstil och ritades av Ture Wennerholm. Annexet är idag mest känt för det så kallade Bollhusmötet som där ägde rum den 17 februari 1939. Mötet bestod av en grupp Uppsalastudenter och tog ställning mot att Sverige skulle ta emot tio tyska, judiska akademikerflyktingar från Nazityskland.
Studenthälsan drev träningsverksamhet i huset fram till 2009, som gympa, inomhuscykling, aqua (vattengympa), gym och bollspel, samt relaxpool. Svettis moderna storhetstid var mellan 1975 och 1995 och huset representerade då tveklöst Uppsalas "gympapalats". Studenthälsans träningsverksamhet bytte 2010 namn till Campus1477, vilket lanserades i samband med invigningen av den nya träningsanläggningen Campus1477 Blåsenhus, byggd av Akademiska Hus. I samband med namnbytet bytte den befintliga träningsanläggningen Stallet namn till Campus1477 Science park. På Campus1477:s båda anläggningar finns det gym, spinning, klättring, bollsport, racketsport, sjukgymnastik, massage och ljusrum.

## Byggnadsminne
Den anrika byggnaden är sedan 1993 ett statligt byggnadsminne och utsågs 1995 till byggnadsminne enligt kulturmiljölagen.

## I populärkulturen
I TV-serien Ärliga blå ögon byter huvudpersonen utseende och identitet i omklädningsrummet på Svettishuset.